# リバーフロント・スタジアム
リバーフロント・スタジアム（Riverfront Stadium ）は、アメリカ合衆国オハイオ州シンシナティにあった、野球とアメフトの兼用スタジアム。MLBシンシナティ・レッズ、NFLシンシナティ・ベンガルズのホームスタジアムであった。
アトランタ・フルトン・カウンティ・スタジアム（ジョージア州アトランタ）、ブッシュ・スタジアムII（ミズーリ州セントルイス）に次ぐ3番目の円形兼用球場。ただし、マウンドと各塁周辺を除いたフィールドの全面を人工芝で覆ったのはこの球場が初めてである。
1996年、電力会社のシナジー社との命名権取引が6年600万ドルで成立し、球場名がシナジー・フィールド（Cinergy Field ）に変わった。この年、本拠地とする両チームが新球場、競技場を建設することが決定する。
2000年にベンガルズが新球場ポール・ブラウン・スタジアムへ移転、2001年シーズンに先駆けフィールドを天然芝にしたり、隣にレッズの新球場グレート・アメリカン・ボール・パークを建設するために左翼から中堅までのスタンドを撤去するなど改装が施され、この2年間は野球専用球場であった。2002年シーズンが終わるとレッズが完成した新球場に移転し、2002年12月29日、爆破解体された。

## 主要な出来事

### 野球

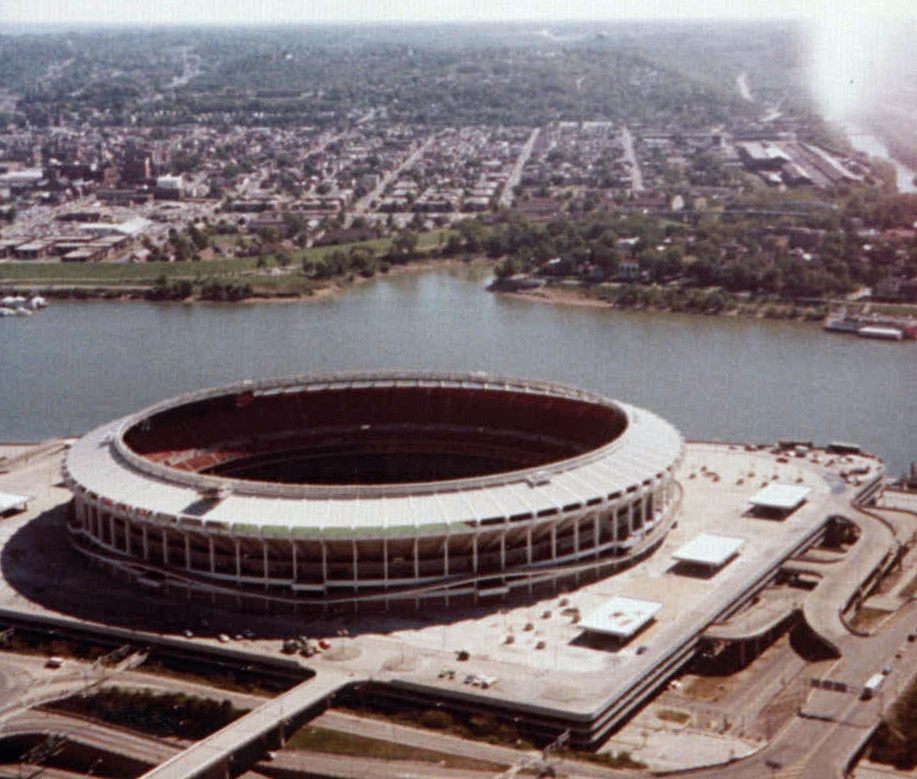
オハイオ川沿いに建つリバーフロント・スタジアム(1980年)

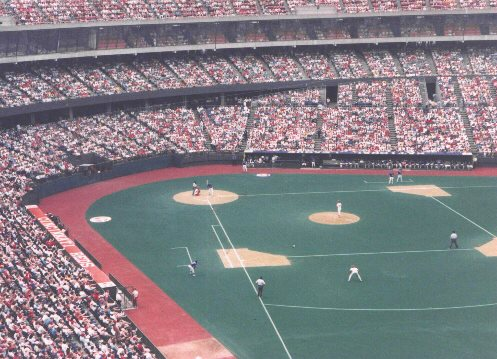
試合風景1(1988年)

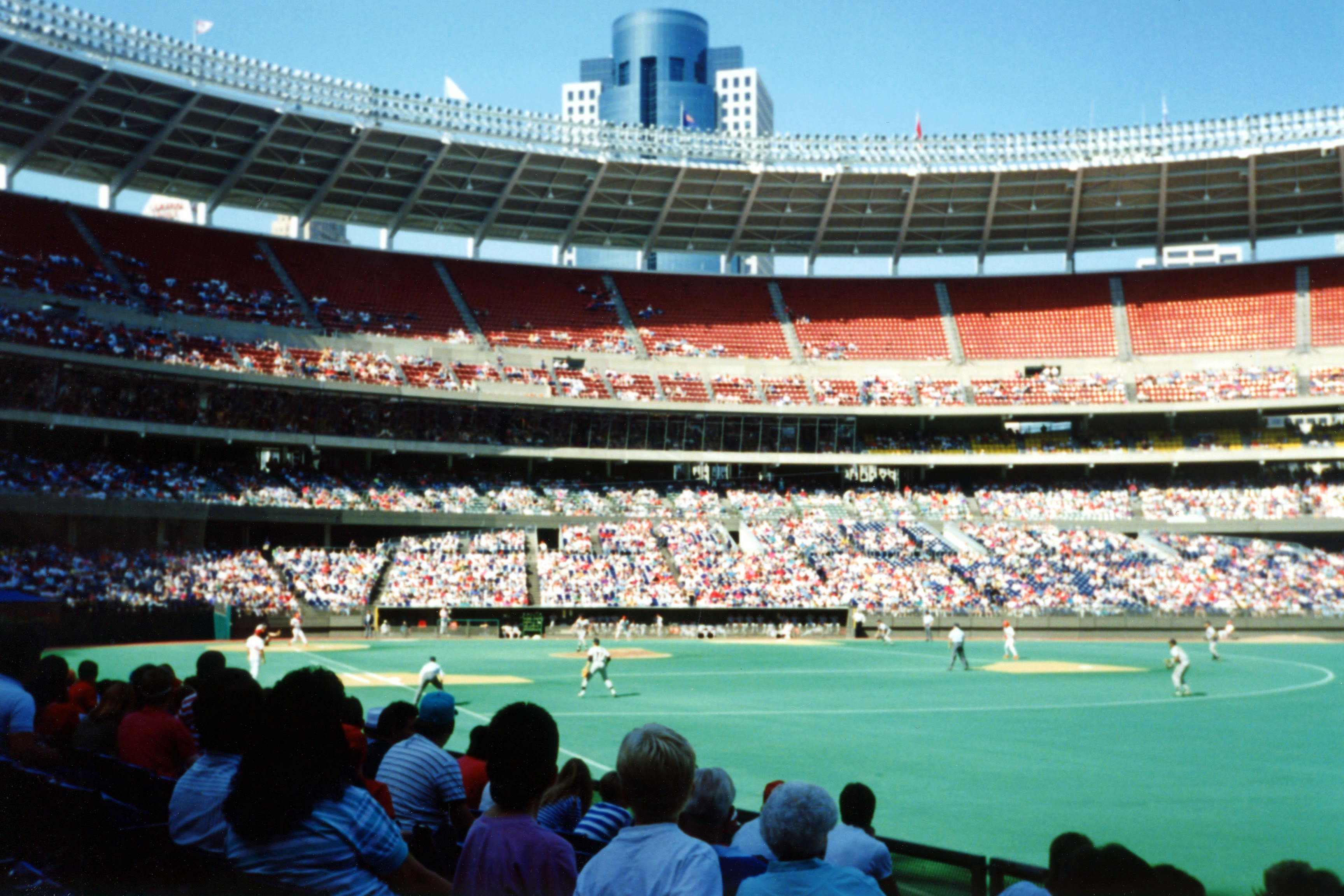
試合風景2(1992年)

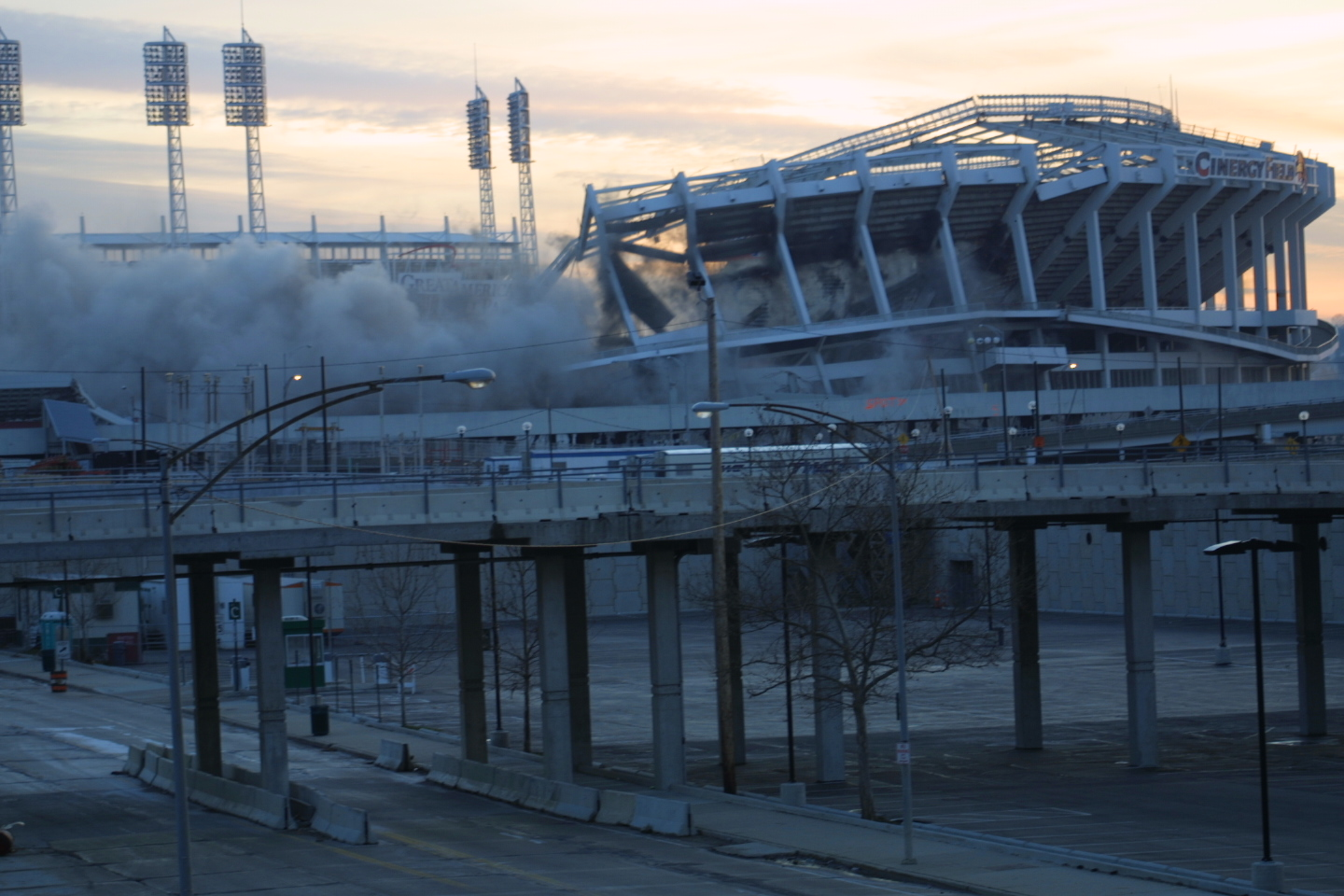
2002年の爆破解体

- 1970年6月30日、ブレーブス戦で開場（ブレーブス 8－2 レッズ）。
- 1970年7月14日、オールスターゲーム開催（ナ 5x－4 ア）。
- 1971年6月3日、カブスのケン・ホルツマンがノーヒットノーランを達成した（カブス 1－0 レッズ）。
- 1971年6月23日、フィリーズのリック・ワイズがノーヒットノーランを達成した（フィリーズ 4－0 レッズ）。
- 1974年4月4日、ブレーブスのハンク・アーロンが通算714号本塁打を放ち、歴代1位（当時）のベーブ・ルースの記録に並ぶ。
- 1978年5月5日、ピート・ローズが通算3000安打を達成した。
- 1978年6月16日、トム・シーバーがカージナルス戦でノーヒットノーランを達成した（レッズ 4－0 カージナルス）。
- 1980年7月4日、アストロズのノーラン・ライアンが通算3000奪三振を達成した。
- 1981年4月18日、トム・シーバーが通算3000奪三振を達成した。
- 1985年9月11日、ピート・ローズが通算4192本目のヒットを放ち、タイ・カッブを抜いて歴代最多安打を達成した。
- 1988年7月12日、オールスターゲーム開催（ア 2－1 ナ）。
- 1988年9月16日、トム・ブラウニングがドジャース戦で完全試合を達成した（レッズ 1－0 ドジャース）。
- 1996年4月1日、エクスポズとの開幕戦で、プレイボール直後に主審のジョン・マクシェリーが倒れ、そのまま心不全で死去。試合も中止となった。
- ワールドシリーズ開催：1970年、1972年、1975年、1976年、1990年
- 2002年9月22日、フィリーズ戦で閉場（フィリーズ 4－3 レッズ）。

### アメフト
- 1970年9月20日、レイダース戦でNFL公式戦初開催。
- 1982年1月10日、ベンガルズがチャージャーズを 27－7 で破り、AFC初優勝及びスーパーボウル初出場を決めた。試合中の気温は－23度で、NFL史上最も気温が低いゲームだった。後にこの試合は「フリーザーボウル」と呼ばれるようになる。
- 1999年12月12日、ブラウンズ戦でこの球場での最終戦。